# (31602) 1999 GG
1999 GG (asteroide 31602) é um asteroide da cintura principal. Possui uma excentricidade de 0.13575590 e uma inclinação de 0.38063º.
Este asteroide foi descoberto no dia 3 de abril de 1999 por Korado Korlević em Visnjan.